# Shatterday
Shatterday är en novellsamling av den amerikanske författaren Harlan Ellison, utgiven 1980 av Houghton Mifflin. Den har därefter återutgivits i ett flertal upplagor, däribland i samlingsvolymen Dreams with Sharp Teeth (1991) tillsammans med två av författarens tidigare novellsamlingar.
Flera av Ellisons mest kända berättelser återfinns i samlingen; däribland "Jeffty Is Five" och "Shatterday". Den förra har vunnit ett flertal prominenta litterära priser, däribland Locuspriset, Hugopriset, Nebulapriset och British Fantasy Award och den senare filmatiserades som ett avsnitt av The Twilight Zone (1985) med Bruce Willis i huvudrollen. Novellen "All the Birds Come Home to Roost" publicerades ursprungligen i Playboy.

## Innehåll
- "Introduction: Mortal Dreads"
- "Jeffty Is Five"
- "How's the Night Life on Cissalda?"
- "Flop Sweat"
- "Would You Do It for a Penny?" (skriven med Haskell Barkin)
- "The Man Who Was Heavily into Revenge"
- "Shoppe Keeper"
- "All the Lies That Are My Life"
- "Django"
- "Count the Clock That Tells the Time"
- "In the Fourth Year of the War"
- "Alive and Well and on a Friendless Voyage"
- "All the Birds Come Home to Roost"
- "Opium"
- "The Other Eye of Polyphemus"
- "The Executioner of the Malformed Children"
- "Shatterday"